# 102 Геркулеса
102 Геркулеса (лат. 102 Herculis), HD 166182 — кратная звезда в созвездии Геркулеса на расстоянии (вычисленном из значения параллакса) приблизительно 1 187 световых лет (около 364 парсек) от Солнца. Возраст звезды определён как около 20 млн лет.

## Характеристики
Первый компонент (HD 166182A) — бело-голубая звезда спектрального класса B2IV, или B2V, или B3-4IV, или B3. Видимая звёздная величина звезды — +4,336m. Масса — около 6,88 солнечной, радиус — около 4,96 солнечного, светимость — около 2630,268 солнечной. Эффективная температура — около 17973 K.
Второй компонент — красный карлик спектрального класса M. Масса — около 513,25 юпитерианской (0,4899 солнечной). Удалён в среднем на 2,759 а.е..
Третий компонент (HD 166182B) — белая звезда спектрального класса A6V.
Четвёртый компонент (2MASS J18084664+2048355) — красно-оранжевый гигант спектрального класса M-K. Видимая звёздная величина звезды — +11,8m. Радиус — около 50,3 солнечного, светимость — около 526,664 солнечной. Эффективная температура — около 3899 K. Удалён на 23,5 угловой секунды.